# Международный молодёжный ядерный конгресс
Международный молодёжный ядерный конгресс (IYNC — аббревиатура от англ. International Youth Nuclear Congress) — международная сетевая общественная организация, объединяющая молодое поколение специалистов, занимающихся ядерными технологиями. IYNC основана в апреле 2000 года, во время Конгресса в Братиславе, Словакия.
Основная цель организации — передача знаний и опыта в области мирных ядерных технологий новому поколению специалистов. Основная деятельность IYNC — организация общих конференций (которые также называются Конгрессами), проходящих один раз в два года в различных странах мира. Кроме того, в промежутках между общими Конгрессами IYNC ведёт деятельность, направленную на обмен мнениями между молодыми ядерными специалистами, пропагандой мирных ядерных технологий, ядерного образования и международного сотрудничества.

## Миссия, цели и задачи
Миссия IYNC сформулирована в Уставе, согласно которой Международный молодёжный ядерный конгресс основан для того, чтобы:
- разрабатывать новые подходы в освещении преимуществ атомной энергии и её роли в энергетическом балансе;
- содействовать дальнейшему мирному использованию ядерной науки и технологий на благо человечества;
- передавать знания и опыт от нынешнего поколения ведущих учёных следующему поколению, поверх национальных границ.

IYNC — это форум для представления научных, политических, общественных и корпоративных взглядов, касающихся разработки различных проблем ядерной отрасли для того, чтобы обеспечить всестороннее обсуждение данного предмета. Так как именно молодёжи предстоит иметь дело со всеми перспективами и проблемами в будущем, то IYNC приветствует открытое их обсуждение нынешним молодым поколением специалистов.
В круг обсуждаемых на конференциях вопросов входят: проектирование, конструирование, строительство, эксплуатация и безопасность АЭС; ядерный топливный цикл; ядерные материалы; теплогидравлика; радиационные исследования; ядерные технологии в медицине; ядерная политика, экономика и управление человеческими ресурсами; термоядерная энергетика; а также деятельность молодёжных ядерных организаций
Девизом IYNC выбраны слова «Youth, Future, Nuclear». Логотип IYNC — стилизованный глобус с цветными орбитами.

## История
Идея создания международной организации молодых ядерных специалистов впервые серьёзно обсуждалась на встрече молодых членов ядерных обществ России и США в 1997 году. На международном форуме «Молодёжь и проблема плутония», прошедшем летом 1998 года в Обнинске, участники разных стран подтвердили свой интерес к новой организации. Осенью 1998 года во время Европейского Ядерного Конгресса в Ницце состоялось первое организационное совещание IYNC, в котором приняли участие представители России, Франции, США и Словакии.
Первый Конгресс IYNC2000 состоялся в апреле 2000 года в столице Словакии Братиславе. Он собрал более 280 участников, из них почти 100 — из России. Конгресс получил одобрение и поддержку государственных организаций, в том числе МАГАТЭ, крупных ядерных компаний, университетов. В ходе первого Конгресса IYNC2000 в Братиславе, на организационной сессии, была учреждена международная сетевая общественная организация IYNC.
С первой встречи в Братиславе установилась правило определять место проведения следующего Конгресса по окончании текущего. С 2004 года выбор места следующего общего Конгресса происходит путём голосования Совета Директоров, на основе конкурсной оценки заявок и презентаций претендентов.
Конгресс IYNC2002 состоялся в апреле 2002 года в Ю. Корее, городе Тэджон, на базе института KAERI. Он собрал около 230 участников из 40 стран. Девизом IYNC2002 стали слова «World of Opportunities»
Конгресс IYNC2004 прошёл в мае 2004 года в Торонто, Канада. В нём приняли участие около 290 специалистов, аспирантов, студентов, представивших почти 200 докладов.
Конгресс IYNC2006 был организован объединённой командой шведских и финских молодых ядерщиков, и прошёл в Стокгольме, Швеция и Олкилуото, Финляндия, в июне 2006 года. IYNC2006 собрал более 350 участников
Конгресс IYNC2008 состоялся в швейцарском городе Интерлакен, в сентябре 2008 года. Даты его проведения были согласованы с крупнейшей научной конференцией по физике ядерных реакторов Physor2008, проводившейся в том же месте. IYNC2008 собрал более 330 участников из 30 стран.
Конгресс IYNC2010 был проведён в ЮАР, в городе Кейптаун, в июле 2010 года. Он начался в день финала чемпионата мира по футболу .
Конгресс IYNC2012 прошёл в США, в городе Шарлотта
Конгресс IYNC2014 состоялся в Испании, в историческом городе Бургос
Конгресс IYNC2016 состоялся в Китае, в городе Ханчжоу
В 2018 году Конгресс прошел в Аргентине, в городе Сан-Карлос-де-Барилоче . В 2020 году Конгресс прошел в Австралии, в городе Сидней .
Местом проведения следующего Конгресса в 2022 году выбрана Россия, город Сочи  .
Кроме общих Конгрессов, при участии IYNC проведены European Nuclear Young Generation Forum в 2005 году в хорватском Загребе; в 2007 году — в голландском Амстердаме; в 2009 году — в испанской Кордове, в 2011 году - в Праге, в 2013 году - в Стокгольме, в 2015 году в Париже и в 2017 году в Манчестере.

## Структура и организационные основы
Структура и организационные основы IYNC описываются Уставом организации.

### Членство
IYNC не предполагает фиксированного членства. Участником IYNC считается любой человек, участвующий в мероприятиях IYNC, поддерживающий её цели, интересующийся её деятельностью

### Управление
Управление IYNC осуществляется Советом директоров (Board of Directors), в который входят национальные представители (National Representative), дополнительно до 20 членов в целом (Members At-Large), а также несколько избранных официальных лиц (elected officers). Член Совета избираются на срок до 2 лет.
Среди официальных лет Network President, который избирается на организационной сессии. Он выполняет общие управленческие функции. В настоящее время IYNC Network President — Hans Korteweg.

### Страны-участницы
В настоящий момент IYNC имеет представителей в следующих странах:
Австралия, Австрия, Аргентина, Белоруссия, Бельгия, Боливия, Бразилия, Великобритания, Венгрия, Германия, Израиль, Индия, Испания, Италия, Канада, Литва, Нигерия, Нидерланды, Норвегия, Пакистан, Перу, Россия, Румыния, Словакия, Словения, Соединенные Штаты Америки, Тайвань, Танзания, Украина, Финляндия, Франция, Хорватия, Чешская Республика, Швейцария, Швеция, Шри-Ланка, Южная Корея, Южно-Африканская Республика